# Carpinus austrobalcanica
Carpinus austrobalcanica — вид квіткових рослин, дерево з родини березових. Поширення: пн.-зх. Греція і південь Албанії. Вперше описаний у 2024 році, він разом із європейським грабом (Carpinus betulus) та східним грабом (Carpinus orientalis) є одним із трьох видів грабів, що ростуть у Європі.

## Середовище
C. austrobalcanica наразі відома лише з обмеженого ареалу в Албанії та Греції, зокрема в гірських хребтах Немерчка та Тимфе. Тут він зустрічається на висотах від 850 до 1500 метрів у змішаних до майже монодомінантних насадженнях, у ксеротермофільних угрупованнях разом з дубами (Quercus petraea, Q. pubescens, Q. trojana), іншими рослинами родини Coryloidae (Carpinus orientalis, Ostrya carpinifolia), кленами (Acer monspessulanum, A. pseudoplatanus), видами розоцвітих (Aria graeca, Prunus mahaleb), липою широколистою (Tilia platyphyllos), ялівцем звичайним (Juniperus oxycedrus), деревом Юди (Cercis siliquastrum) та сумахом шкіряним (Rhus coriaria) на вапняних ґрунтах.

## Біоморфологічна характеристика
Це листопадне дерево, що досягає висоти до 15 метрів. Кора глибоко потріскана на сантиметрові лусочки та має світло-коричневий або коричневий колір. Бруньки оберненояйцеподібні. Листя плоске, жилкування не виражене. Суцвіття C. austrobalcanica дуже видовжені, до 25 см, перервані.

## Галерея

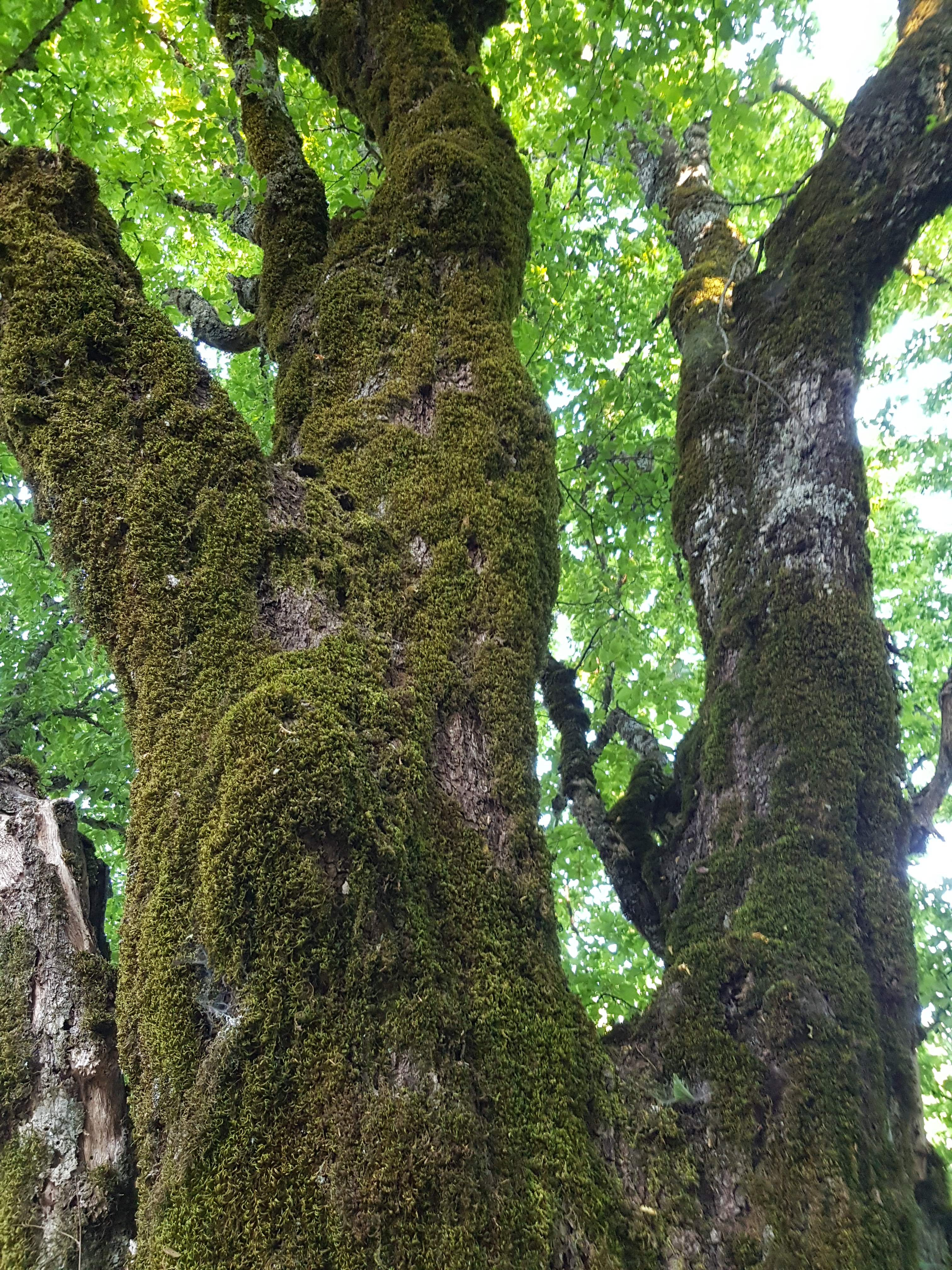
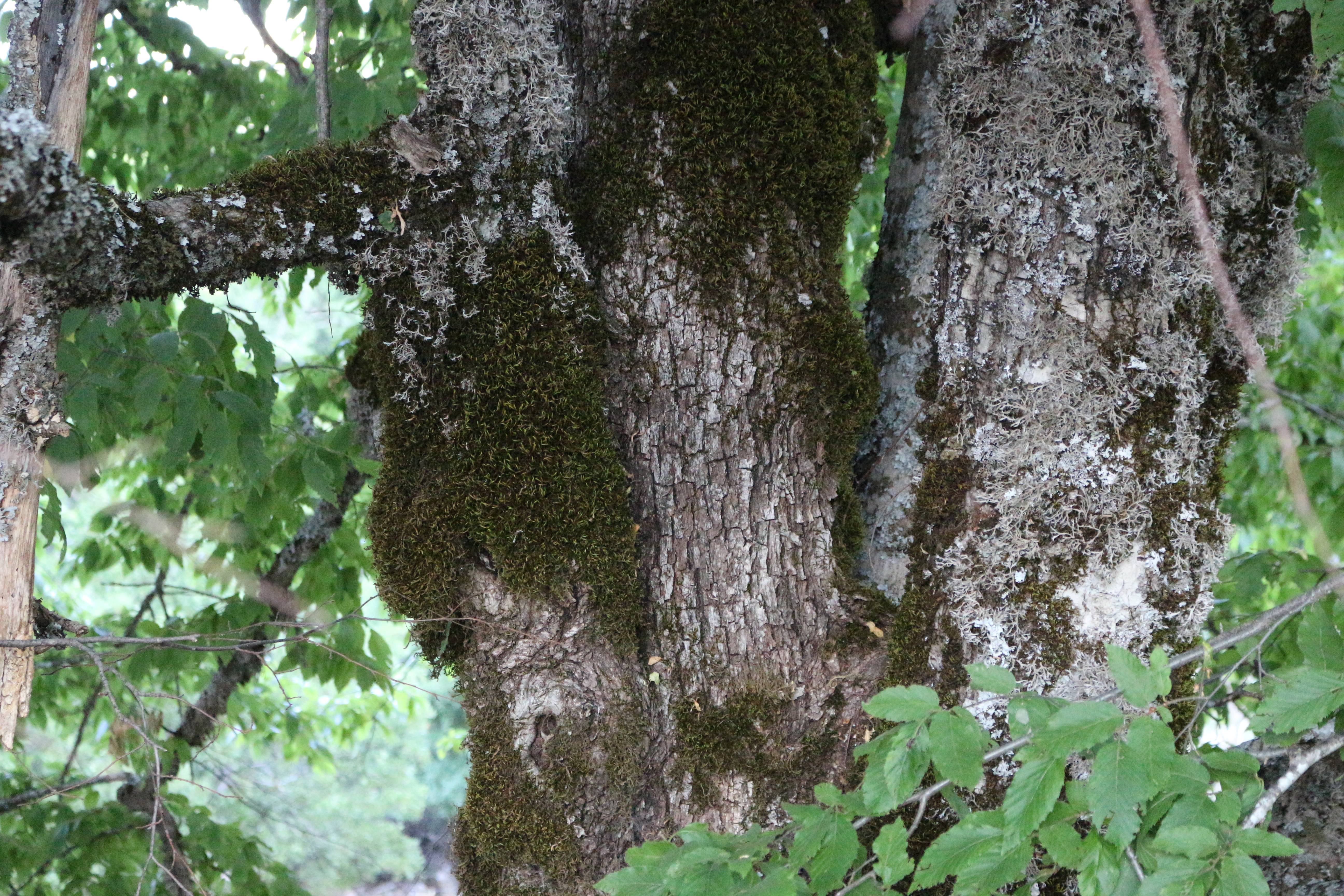
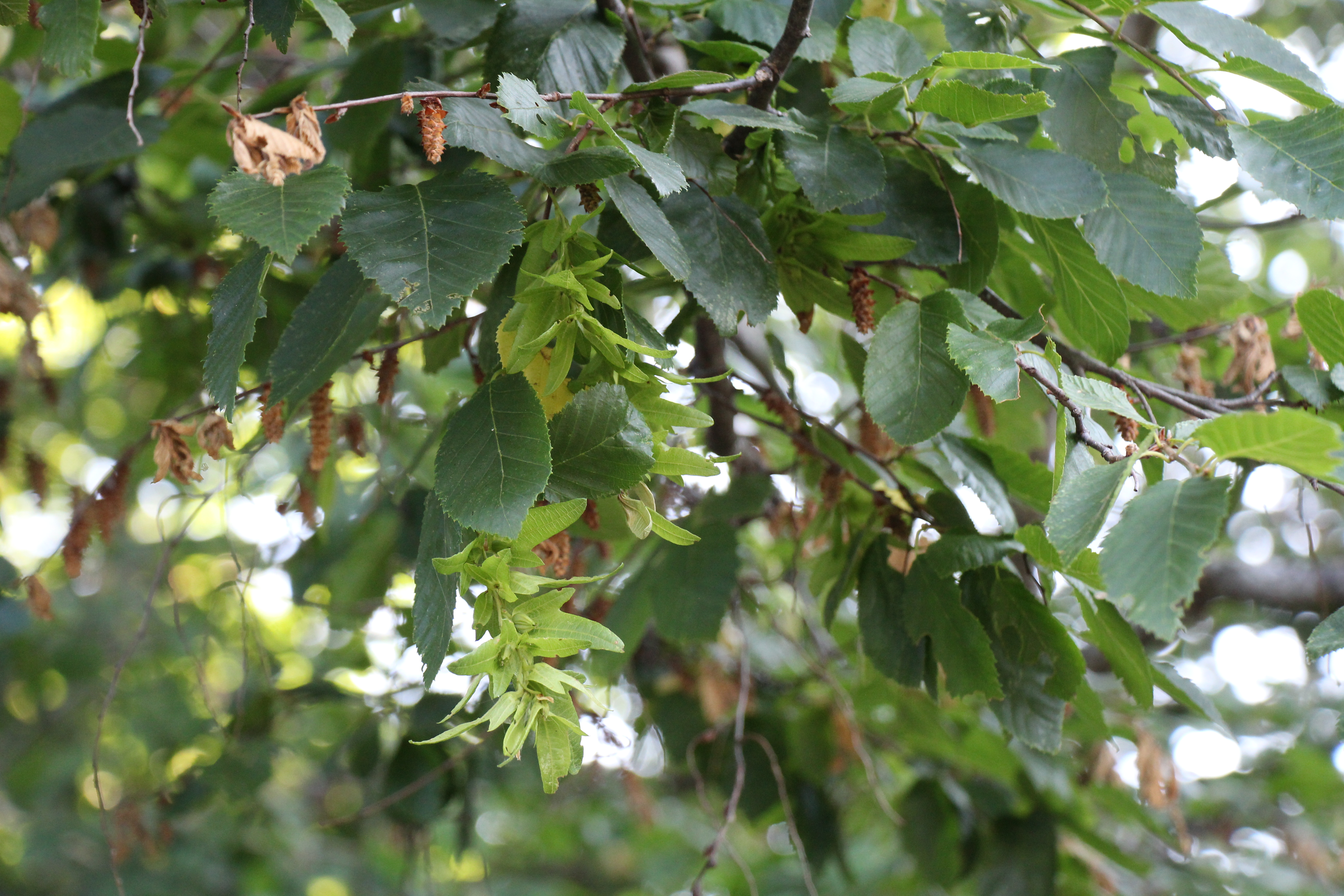
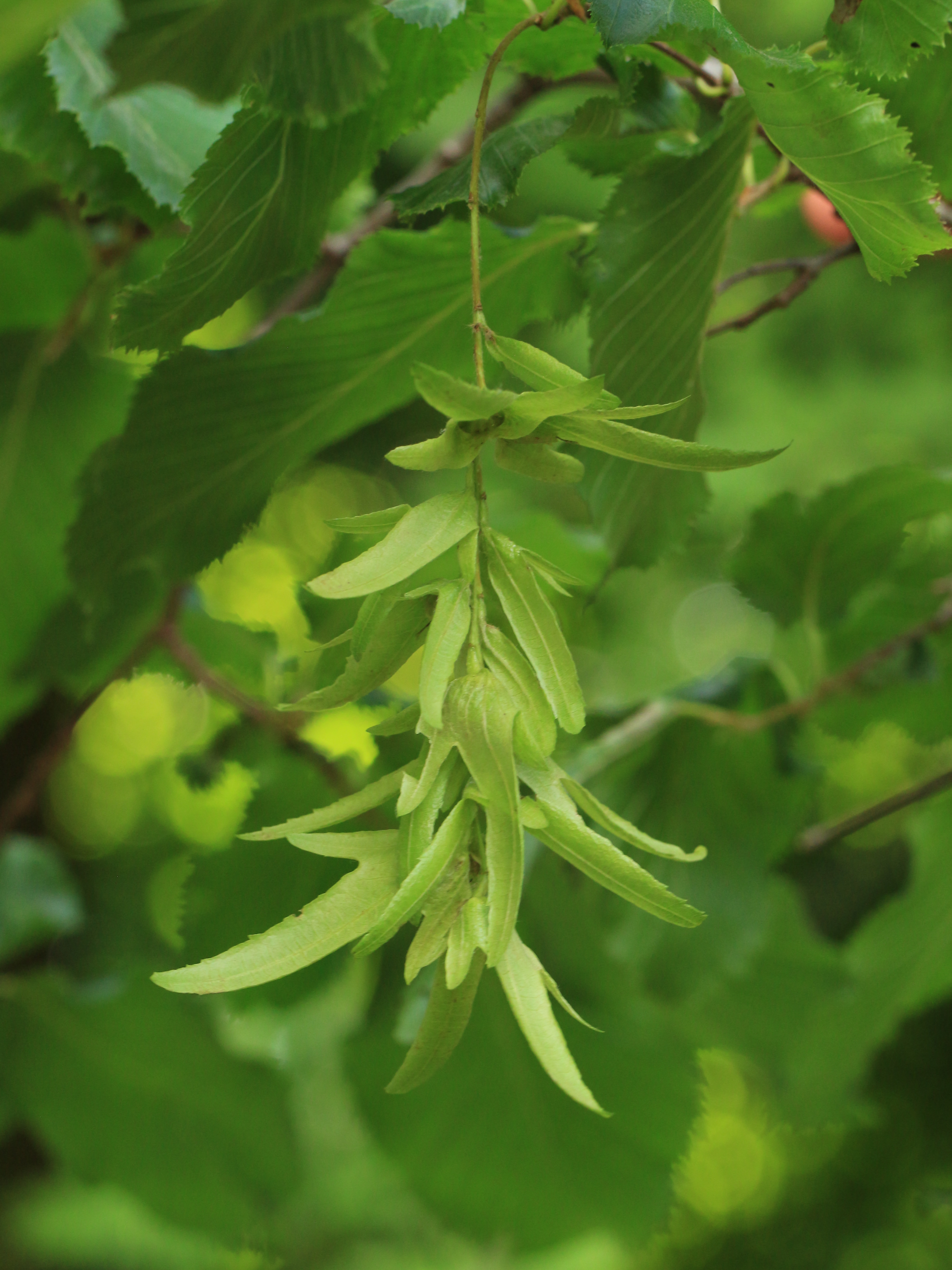